# 1923

## Събития

### На Балканите и в България
- 23 март – подписана е Нишката спогодба между България и Сърбия.
- 27 май – открита е новопостроената сграда на БКП (т.с.) на площад „Лъвов мост“в София; сградата е официално е наречена „Народен дом“, но по-късно става Дирекция на полицията, Дирекция на Народната милиция, Държавна сигурност[1][2]
- 9 юни – в България е извършен Деветоюнският преврат. Съставено е четиридесет и първото правителство на България, начело с Александър Цанков.
- 22 септември – съставено е четиридесет и второто правителство на България, начело с Александър Цанков.
- 23 септември – в България започва Септемврийското въстание, организирано от БКП.

### По света
- 28 април – Оригиналният стадион Уембли в Лондон е открит официално от крал Джордж V.
- 1 септември – Голямото земетресение в Канто опустошава района на Токио в Япония, жертвите са над 140 000.
- 29 октомври – провъзгласена е Турската република като Мустафа Кемал Ататюрк става пръв неин президент.

## Родени
- 1 януари – Въло Радев, български кинорежисьор († 2001 г.)
- 8 януари – Лари Сторч, американски актьор († 2022 г.)
- 9 януари – Стоян Анастасов, български художник
- 11 януари – Дрексел Джером Люис Биксби, американски писател и сценарист († 1998 г.)
- 15 януари – Янко Керемидчиев, български историк († 2004 г.)
- 19 януари
  - Ивайло Петров, български белетрист († 2005 г.)
  - Маркус Волф, германски офицер († 2006 г.)
- 20 януари – Иван Илиев Иванов, общественик, стопански деец († 2005 г.)
- 24 януари – Стефана Бояджиева, български скулптор
- 29 януари – Илия Делчев, български аграрен учен
- 31 януари – Норман Мейлър, американски писател и публицист († 2007 г.)
- 1 февруари – Генко Генков, български художник († 2006 г.)
- 5 февруари – Евгени Константинов, български писател († 1986 г.)
- 9 февруари – Андре Горц, френски журналист и философ († 2007 г.)
- 13 февруари – Чарлс Йейгър, американски авиатор († 2020 г.)
- 19 февруари – Петър Аргиров, български футболист († 1989 г.)
- 28 февруари – Илия Темков, български диригент († 2002 г.)
- 1 март – Неделчо Чернев, български режисьор († 2000 г.)
- 8 март – Валтер Йенс, немски литературен историк († 2013 г.)
- 17 март
  - Ангел Ангелов, български художник († 2008 г.)
  - Мило Дор, австрийски писател († 2005 г.)
- 23 март – Марсел Марсо, френски мим († 2007 г.)
- 29 март – Георги Апостолов, български скулптор († 2015 г.)
- 5 април – Божидар Божилов, български поет († 2006 г.)
- 22 април – Радой Ралин, български сатирик и поет († 2004 г.)
- 23 април – Петър Слабаков, български актьор († 2009 г.)
- 25 април
  - Албърт Кинг, американски блус китарист († 1992 г.)
  - Николай Наплатанов, български учен († 1993 г.)
- 1 май
  - Джоузеф Хелър, американски сатирик († 1999 г.)
  - Юри Буков, български пианист († 2006 г.)
- 5 май
  - Сергей Ахромеев, съветски маршал († 1991 г.)
  - Михаил Егоров, съветски сержант († 1975 г.)
- 23 май – Ула Якобсон, шведска актриса († 1982 г.)
- 27 май – Хенри Кисинджър, американски политик († 2023 г.)
- 31 май – Рение III, принц на Кралство Монако († 2005 г.)
- 2 юни – Виолета Якова, деец на РМС († 1944 г.)
- 6 юни – Христо Добрев, български военен и партизанин († 2013 г.)
- 10 юни – Робърт Максуел, британски медиен магнат († 1991 г.)
- 15 юни – Ерланд Юсефсон, шведски актьор († 2012 г.)
- 2 юли
  - Вислава Шимборска, полска поетеса, лауреат на Нобелова награда за литература през 1996 г. († 2012 г.)
  - Любомир Хранов, български футболист († 2011 г.)
- 6 юли – Войчех Ярузелски, полски генерал и държавник († 2014 г.)
- 12 юли – Джеймс Гън, американски писател († 2020 г.)
- 14 юли – Трендафил Станков, български футболист и футболен треньор († 2001 г.)
- 15 юли – Бинка Желязкова, български режисьор († 2011 г.)
- 25 юли – Свами Сатянанда, индийски гуру († 2009 г.)
- 27 юли – Масутацу Ояма, японски каратист († 1994 г.)
- 13 август – Леа Иванова, българска джаз и шлагерна певица († 1986 г.)
- 15 август – Роуз Мари – американска актриса († 2017 г.)
- 21 август – Шимон Перес, израелски политик, лауреат на Нобелова награда за мир през 1994 г. († 2016 г.)
- 29 август – Ричард Атънбъро, британски режисьор и актьор († 2014 г.)
- 6 септември – Петър II, крал на Югославия († 1970 г.)
- 9 септември – Клиф Робъртсън, американски актьор († 2011 г.)
- 15 септември – Фриймън Дайсън, американски физик († 2020 г.)
- 20 септември – Стефан Божков, български футболист и треньор († 2014 г.)
- 4 октомври – Чарлтън Хестън, американски актьор († 2008 г.)
- 15 октомври – Итало Калвино, италиански писател († 1985 г.)
- 17 октомври – Апостол Карамитев, български актьор († 1973 г.)
- 18 октомври – Владимир Дивизиев, български учен († 1993 г.)
- 29 октомври – Карл Джераси, американски учен († 2015 г.)
- 1 ноември – Гордън Диксън, канадски писател († 2001 г.)
- 8 ноември
  - Джак Килби, американски инженер, лауреат на Нобелова награда за физика през 2000 г. († 2005 г.)
  - Дмитрий Язов, съветски маршал († 2020 г.)
- 10 ноември – Драгослав Андрич, сръбски писател и преводач († 2005 г.)
- 20 ноември – Надин Гордимър, южноафриканска писателка, лауреат на Нобелова награда за литература през 1991 г. († 2014 г.)
- 28 ноември – Петър Чолов, български професор († 2013 г.)
- 1 декември – Давид Овадия, български поет († 1995 г.)
- 2 декември – Мария Калас, гръцка оперна певица († 1977 г.)
- 16 декември – Трифон Силяновски, български композитор и пианист († 2005 г.)
- 20 декември – Ацо Шопов, писател от СР Македония († 1982 г.)
- 30 декември – Иван Улитин, съветски офицер († 1944 г.)
- неизвестна дата:
  - Маргарита Гаргова, българска сценаристка († 2004 г.)
  - Фахд бин Абдул Азис, крал на Саудитска Арабия († 2005 г.)
  - Алекс Фрейзър, австралийкси учен († 2002 г.)
  - Никола Беровски, македонски учител († 1993 г.)
  - Тодор Капралов, български футболист

## Починали
- 3 януари – Ярослав Хашек, чешки писател-сатирик (р. 1883 г.)
- 9 януари – Катрин Мансфийлд, новозеландска и британска писателка
- 11 януари – Константинос I, гръцки крал (1913 – 1917) (р. 1868 г.)
- 18 януари – Петко Момчилов, български архитект (р. 1864 г.)
- 21 януари – Иван Хаджиенов, български предприемач
- 31 януари – Карл де Бур, немски историк
- 10 февруари – Вилхелм Рьонтген, немски физик, лауреат на първата Нобелова награда за физика през 1901 г. (р. 1845 г.)
- 15 февруари – Константин Йованович, български архитект (р. 1849 г.)
- 21 февруари – Коста Петров, деец на БКП
- 3 март – Иван Петров, български военен деец
- 10 март – Арсо Локвички, български революционер (р. 1870 г.)
- 11 март – Христо Цонев Луков, български военен деец
- 26 март – Сара Бернар, френска драматична актриса (р. 1844 г.)
- 5 април – Джордж Хърбърт Карнарвън, британски археолог (р. 1866 г.)
- 26 април – Никола Юруков, български архитект и революционер
- 30 април
  - Луи Пол Мари Леже, френски славист (р. 1843 г.)
  - Луи Леже, френски славист
- 10 юни – Пиер Лоти, френски писател (р. 1850 г.)
- 14 юни – Александър Стамболийски, български политик (р. 1879 г.)
- 18 юни – Христо Смирненски, български поет (р. 1898 г.)
- 25 юни
  - Асен Халачев, деец на БКП
  - Херман Шкорпил, чешко-български археолог
- 7 юли – Таската Серски, български революционер
- 20 юли
  - Панчо Виля, мексикански революционер (р. 1878 г.)
  - Мария фон Батенберг, германска принцеса
- 28 юли – Найчо Цанов, български политик
- 12 август – Ватрослав Ягич, хърватски славист (р. 1838 г.)
- 20 август – Вилфредо Парето, икономист и социолог
- 23 август – Лазар Ванков, български геолог
- 26 август – Райко Даскалов, български политик
- 23 септември
  - Георги Казепов, български революционер и учител
  - Димитър Кондов, деец на БКП
- 27 септември – Тодор Чопов, български революционер и писател
- 30 септември – Андрей Иванов, български свещеник и революционер
- 10 октомври – Иван Илиев, български революционер
- 30 октомври – Никола Генадиев, български политик (р. 1868 г.)
- 5 ноември – Георги Евстатиев, български художник
- 28 декември – Густав Айфел, френски инженер (р. 1832 г.)
- неизвестна дата:
  - Иван Балтов, български революционер
  - Мито Орозов, български предприемач
  - Михаил Кънчев, политик
  - Стефан Недич, сърбомански войвода
  - Цвятко Аврамов, български журналист
  - Яни Рамненски, гръцки андартски капитан

## Нобелови награди
- Физика – Робърт Миликан
- Химия – Фриц Прегл
- Физиология или медицина – Фредерик Бантинг, Джон Маклауд
- Литература – Уилям Бътлър Йейтс
- Мир – наградата не се присъжда